# Medion
Medion AG — німецька компанія з виробництва різноманітної електроніки. Вона присутня на ринках Європи, США, Австралії та Азії. Основні види продукції — комп'ютери та комп'ютерне приладдя, ноутбуки, телевізори, холодильники, побутова техніка та багато іншого. Асортимент товарів дуже широкий — це майже все, що живиться від струму. Компанія Medion популярна в Європі, зокрема в Німеччині. Тут продукція від Medion найбільше розповсюджується в торговій мережі Aldi.
З 2005 року Medion започатковує власний оператор мобільного зв'язку — MedionMobile спільно з E-Plus. Реалізується у німецьких магазинах мережі Aldi для передплачених послуг під назвою Aldi Talk.
Компанія Medion також виробляє свою продукцію під різними брендами.

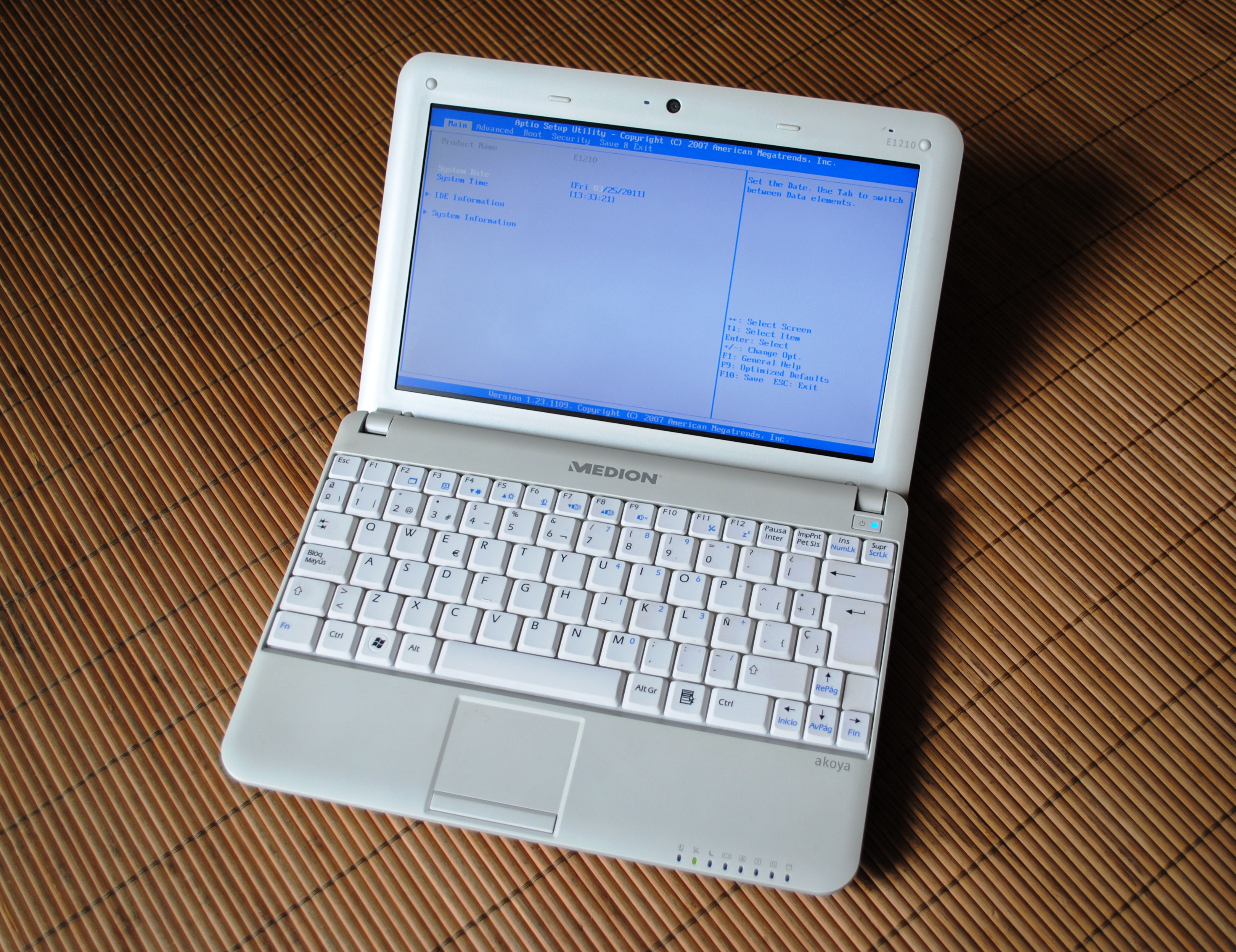
Medion Akoya E1210.

## Бренди від компанії Medion
- Akoya
- Life
- Lifetec
- Cybermaxx
- Cebercom
- Microstar
- Micromaxx
- Tevion
- Traveler
- QUIGG
- Top Craft
- Erazer